# Carl Johan Menlös
Carl Johan Menlös, född 12 juni 1697 i Arboga, död 25 januari 1755 i Arboga, var en svensk präst i Skänninge församling. 

## Biografi
Menlös föddes 12 juni 1697 i Arboga. Han var son till rådmannen Johan Menlös och Susanna Snack. Menlös blev 1717 student vid Uppsala universitet. Han blev 1725 filosofie magister och prästvigdes 1726. Menlös blev 1729 notarie vid hovkonsistorium. 1730 blev han e. o. k. hovpredikant. Menlös blev 1733 kyrkoherde i Skänninge församling och tillträdde 1734. 1741 var Menlös så svårt sinnessjuk att han inte kunde sköta sin tjänst. Han avskedades 1749 och flyttade till Arboga. Menlös avled 25 januari 1755 i Arboga.

### Familj
Menlös gifte sig 1732 med Brita Kristina Aspman. Hon var dotter till kyrkoherden Olof Aspman och Kristina Sigtunius i Lindesbergs församling.